# Eressa guttulata
Eressa guttulata är en fjärilsart som beskrevs av Hermann Stauder 1915. Eressa guttulata ingår i släktet Eressa och familjen björnspinnare. Inga underarter finns listade i Catalogue of Life.